# Фаб'ян Канчеллара
Фаб'ян Канчеллара  (італ. Fabian Cancellara; нар. 18 березня 1981) — швейцарський велогонщик, дворазовий олімпійський чемпіон. Спортсмен року Швейцарії (2008).

## Виступи на Олімпіадах
| Олімпіада  | Дисципліна                         | Місце  |
| ---------- | ---------------------------------- | ------ |
| Афіни 2004 | особиста шосейна гонка             | участь |
| Афіни 2004 | шосейна гонка з роздільним стартом | 10     |
| Пекін 2008 | особиста шосейна гонка             | 2      |
| Пекін 2008 | шосейна гонка з роздільним стартом | 1      |
| Ріо 2016   | шосейна гонка з роздільним стартом | 1      |